# Kemmerer
Kemmerer és la ciutat i seu del comtat de Lincoln de l'estat de Wyoming, Estats Units d'Amèrica.

## Demografia
Segons el cens dels Estats Units del 2000 Kemmerer tenia 2.651 habitants, 1.034 habitatges, i 695 famílies. La densitat de població era de 138,9 habitants/km².
Dels 1.034 habitatges en un 34,1% hi vivien nens de menys de 18 anys, en un 58,3% hi vivien parelles casades, en un 4,9% dones solteres, i en un 32,7% no eren unitats familiars. En el 28,6% dels habitatges hi vivien persones soles el 10,3% de les quals corresponia a persones de 65 anys o més que vivien soles. El nombre mitjà de persones vivint en cada habitatge era de 2,53 i el nombre mitjà de persones que vivien en cada família era de 3,13.
Per edats la població es repartia de la següent manera: un 28,4% tenia menys de 18 anys, un 7,1% entre 18 i 24, un 28% entre 25 i 44, un 25,7% de 45 a 60 i un 10,8% 65 anys o més.
L'edat mediana era de 38 anys. Per cada 100 dones de 18 o més anys hi havia 102 homes.
La renda mediana per habitatge era de 47.353 $ i la renda mediana per família de 55.529 $. Els homes tenien una renda mediana de 45.921 $ mentre que les dones 23.382 $. La renda per capita de la població era de 21.478 $. Entorn del 5,1% de les famílies i el 6,6% de la població estaven per davall del llindar de pobresa.

## Poblacions properes
El següent diagrama mostra les poblacions més properes.